# Valencienniinae
De Valencienniinae zijn een onderfamilie van uitgestorven weekdieren uit de klasse van de Gastropoda (slakken).

## Geslachten
- Provalenciennesia Gorjanović-Kramberger, 1923 †
- Valenciennius Rousseau, 1842 †